# Selâmet I Giray
Selâmet I Giray (1558-1610) fou kan de Crimea (1608-1610) fill de Devlet I Giray. Fou nomenat en absència de Toqtamış Giray, proclamat kan però que no havia estat reconegut per la Porta. Tenia el suport del Kapudan Pasha Hafiz Ahmed. Selamet va saber el seu nomenament i va retornar en vaixell mentre el seu germà Mehmed va marxar per terra.
Toqtamış va retornar i es va enfrontar a Mehmed a la batalla d'Aksu, en la que va morir. Selamet fou proclamat kan (1608) i Mehmed va rebre el nomenament de khalgay i un tercer germà, Shahin, el de nureddin. Els tres havien estat rebels contra la Porta. El 1608 Mehmed i Shahin es van revoltar i foren derrotats en diversos combats menors, fugint a Circàssia; Selamet va nomenar khalgay a Canibek Giray i a Fevlet Giray com a nureddin.
Va morir al començament de 1610 després de 16 mesos de regnat, quan tenia 54 anys. Canibek Giray el va succeir.